# Internationella krigsförbrytartribunalen för det forna Jugoslavien
För den permanenta tribunalen, se Internationella brottmålsdomstolen.
Internationella krigsförbrytartribunalen för det forna Jugoslavien (ICTY) är en domstol i Haag i Nederländerna som har till uppgift att åtala och rannsaka misstänkta krigsförbrytare från det forna Jugoslavien.
Tribunalen upprättades 1993 av FN:s säkerhetsråd med stöd av VI kap, artiklarna 36 och 37, FN-stadgan.
Tribunalen är uppdelad på tre kammare (Trial Chamber) och en appellationskammare (Appeals Chamber), som dömer i överklagade domar eller beslut meddelade av de övriga tre. I varje kammare tjänstgör tre ordinarie domare som kan förstärkas med upp till sex tillfälliga domare. Appellationskammaren består av sju ordinarie domare, varav fem ordinarie domare från ICTY och två från Internationella Rwandatribunalen (ICTR). Dessa sju domare utgör även appellationskammaren för ICTR. Varje överklagande prövas av fem domare.
Tribunalen dömer enskilda personer som begått krigsförbrytelser i det tidigare Jugoslavien sedan 1991. Tribunalen har sitt säte i Aegonpalatset i Haag och har hittills väckt åtal mot 161 soldater, generaler och politiska ledare. 120 anklagade har hittills fått sin dom, däribland den bosnienserbiska presidenten Biljana Plavšić som avtjänat sitt straff på svenska fängelset Hinseberg. I Haag stod även den före detta presidenten i Serbien, Slobodan Milošević, åtalad för brott mot mänskligheten och krigsförbrytelser.
Åtta serbiska militärer eller paramilitärer dömdes 1996 av krigsförbrytartribunalen för våldtäkt av muslimska fångar hållna i ett fångläger i Foča i sydöstra Bosnien-Hercegovina. En av dem som klagade till den lokale polischefen, Dragan Gogovic, blev själv våldtagen av honom.

## Åtalade (litet urval)
- Rahim Ademi – kroatisk general
- Milan Babić – serbisk politiker  († 5 mars 2006)
- Tihomir Blaškić – kroatisk general
- Slavko Dokmanovic – kroatienserbisk politiker
- Vlastimir Đorđević – serbisk general
- Ante Gotovina – kroatisk general, frikänd
- Goran Jelisić – serb
- Dragan Jokić – bosnienserb
- Radovan Karadžić – montenegrin,  tidigare president för Republika Srpska
- Momčilo Krajišnik – bosnienserb,  tidigare premiärminister i Republika Srpska
- Milan Milutinović – serb,  president i Serbien 1998-2002, frikänd
- Dragomir Milošević – bosnienserb
- Slobodan Milošević – serb,  Jugoslaviens president, Serbiens president († 11 mars 2006)
- Ratko Mladić – bosnienserb,  general
- Biljana Plavšić – bosnienserb,  tidigare president för Republika Srpska
- Vojislav Šešelj – serb
- Sefer Halilović – bosnier, frikänd
- Zoran Ristic – serb
- Slobodan Praljak – kroatisk general  († 29 november 2017)

### Fotnot
1. ↑  http://sv.wikisource.org/wiki/F%C3%B6renta_Nationernas_stadga#KAPITEL_VI.
2. ↑  Utdrag ur svensk bok om tribunalen: http://www.palme.nu/tribunal/utdrag.html
3. ↑  Om tribunalen: ”Arkiverade kopian”. Arkiverad från originalet den 31 januari 2011. https://web.archive.org/web/20110131213807/http://www.icty.org/sections/AbouttheICTY. Läst 19 december 2010.